# 漢唐盛世

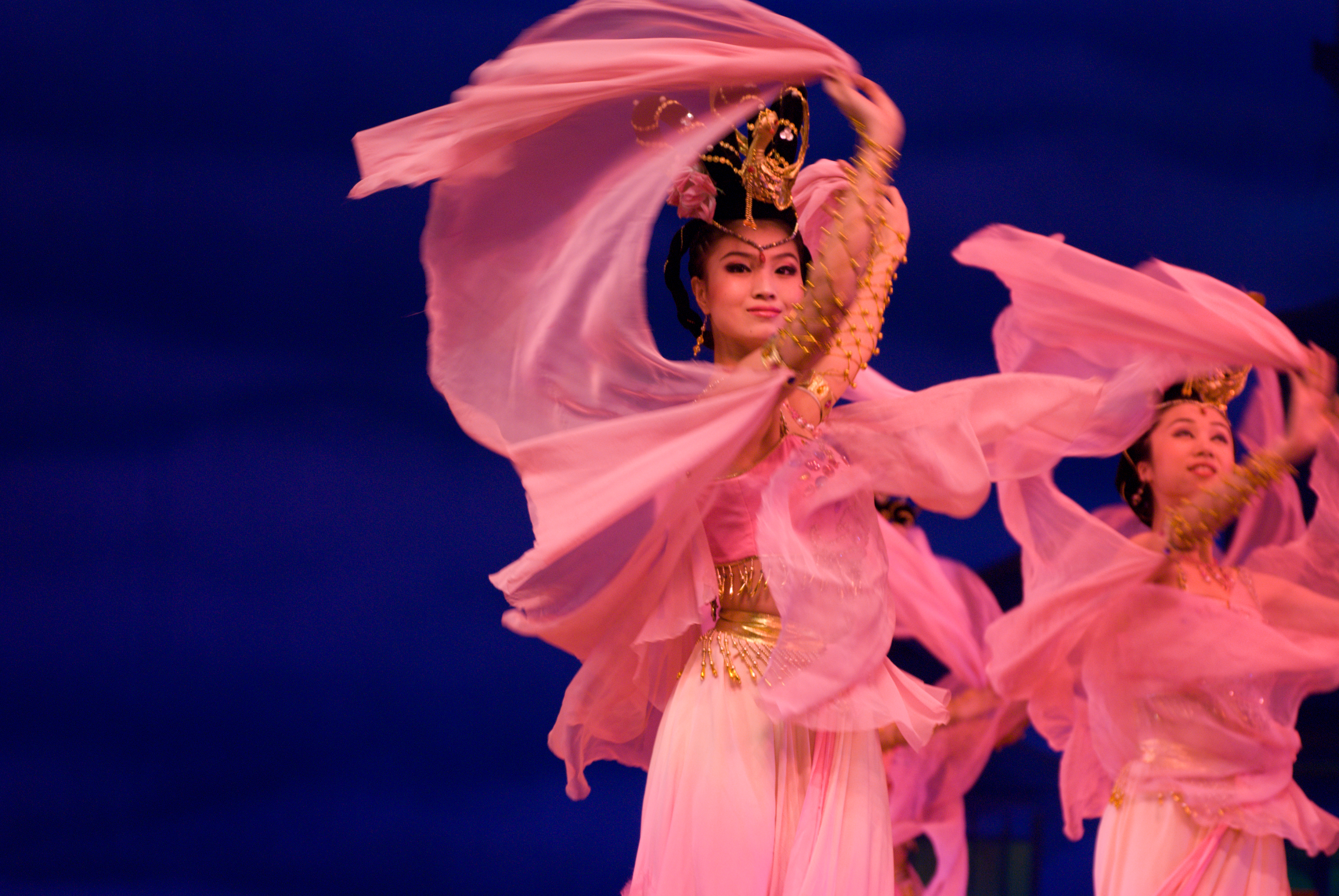
復古唐舞

漢唐盛世，又稱「强汉盛唐」，是对中国历史上的漢朝和唐朝（两者常被合称为漢唐）期间出现的盛世的统称。漢朝是由漢高祖劉邦建立的，而唐朝則是由唐高祖李淵建立的。漢朝有文景之治、漢武盛世等，而唐朝則有貞觀之治、開元盛世等。人們常常認為中國在汉朝和唐朝时文治武功及國際聲望較強盛，故将它们两朝出现的盛世统称为汉唐盛世。有學者認為汉代和唐代的政治文化與同時代的歐洲比較（分別大致對應羅馬共和國和羅馬帝國、中世紀早期），漢唐更勝一籌。

## 汉唐盛世一览
漢朝
- 文景之治，汉文帝和汉景帝在位时期的治世，轻徭薄赋，与民生息。
- 汉武盛世，汉武帝在位时期，反击匈奴、开通西域、恢復秦始皇建立的中央集权。
- 昭宣中興，汉昭帝和汉宣帝时期的盛世，设立西域都护府，百姓充实，四夷宾服，为西汉之极盛。
- 光武中兴，光武帝在位时期中兴汉朝，恢复、发展社会生产，缓和西汉末年以来的社会危机。
- 明章之治，汉明帝和汉章帝时期的治世，经营西域、复置都护，政治清明，天下安平，百姓殷富。

唐朝
- 贞观之治，唐太宗李世民在位時期，改革内政，发展生产，平定外患。
- 永徽之治，唐高宗李治及武則天在位時期，改革内政，沿袭贞观政治经济制度，有贞观遗风。
- 開元盛世，唐玄宗李隆基在位前期，中兴唐朝，唐朝国力达到极盛。
- 元和中兴，唐宪宗李纯在位时期，改革弊政、元和削藩，出现了“唐室中兴”的盛况。
- 大中之治，唐宣宗李忱在位时期，整顿吏治、收复河湟。